# Organisk arkitektur

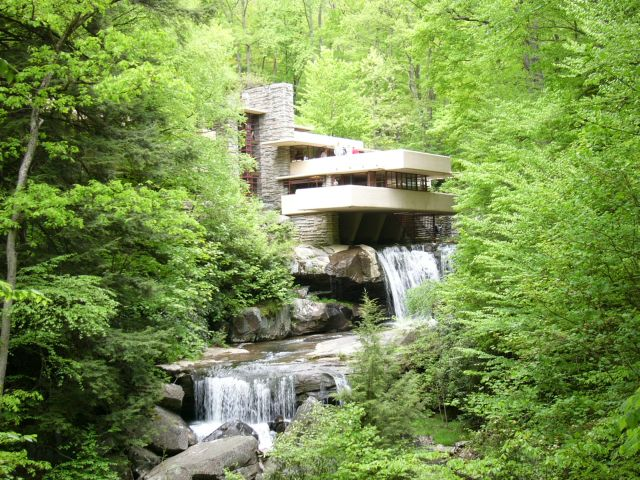
Fallingwater av Frank Lloyd Wright.

Organisk arkitektur är en typ av arkitektur som förespråkar harmoni mellan människan och naturen. Termen myntades av arkitekten Frank Lloyd Wright.
Arkitekter som är kända för sin organiska arkitektur är Gustav Stickley, Antoni Gaudi, Frank Lloyd Wright, Louis Sullivan, Bruce Goff, Anton Alberts och Eugene Tsui.